# 高志鵬
高志鵬（1963年8月8日—），中華民國無黨籍政治人物，生於基隆市。曾任立法委員，亦活躍於籃球圈，為前臺啤籃球隊總領隊、中華台北男子籃球代表隊領隊，超級籃球聯賽（SBL）委員會召集人。

## 從政
2002年起擔任立法委員。在立法院第九屆第四會期屬經濟委員會。

## 政策立場
- 曾提案修正《動物保護法》、《電業法》、《礦業法》，提案修正《全民健康保險法》，讓非中華民國籍新生兒與該國籍新生兒一樣，在該國境內出生後可以立刻加入全民健保，不需等待六個月（已三讀通過）；提案提高走私菸酒罰金（20萬元以上200萬元以下提高至200萬元以上1,000萬元以下，已三讀通過）。

#### 修正《公職人員選舉罷免法》規定
2016年11月29日，三讀通過，高志鵬與柯建銘、邱議瑩、楊曜提案修正《公職人員選舉罷免法》規定，罷免通過門檻是有效同意票數多於不同意票數，且同意票數須達原選區選舉人總數四分之一以上。
當時（2016年）民進黨與親民黨團認為，為避免罷免權遭濫用，應保留同意門檻，但是將原本的同意票數達原選舉區選舉人總數二分之一門檻下修至四分之一門檻，最後立法院通過三讀的條文，採用民進黨立委高志鵬版本。
時代力量曾提出要下修罷免門檻，當時主張改為「簡單多數決」，也就是只要罷免有效同意票超過有效不同意票時，罷免案便通過，不過這項提案被民進黨以人數優勢在表決中否決。
如果當時通過的不是民進黨高志鵬版本，而是時代力量提的「簡單多數決」，以黃國昌罷免案同意48,693票，不同意21,748票來看，黃國昌將被罷免成功。

#### 曾參《赦免法》增訂條款連署
民進黨立委尤美女提案《赦免法》於1953年立法，僅於1991年進行部分修正，整部法令僅8條條文。她要求該法應符合兩公約之規範，並使總統行使赦免更具合理性、正當性，爰提出「赦免法」增訂第六條之一、第六條之二及第六條之三條文草案。高志鵬為連署背書立委之一。但該提案最後未通過。

## 評價

### 接受公民監督國會聯盟評鑑
第七屆第四會期司法及法制委員會 - 第一名
第七屆第六會期財政委員會 - 第三名
第八屆第三會期經濟委員會 - 優秀立委

#### 第九屆第三會期立法委員任期出席紀錄
院會應出席25次，出席24次。
委員會應出席15次，出席15次。
總計34次，缺席1次。
資料來源：公民監督國會聯盟監督國會第九屆第三會期評鑑成績。

## 言論及爭議
- 2006年，協助東豐閣股份有限公司向國有財產局中區辦事處，承租國有非公用土地，高志鵬涉嫌收賄新台幣50萬元，前國會辦公室副主任姚昇志（已改名姚糧鈿）涉嫌收賄160萬。因關說國有市場土地租售案，2009年7月15日，臺灣南投地方法院一審判決，判高志鵬有期徒刑五年六個月、褫奪公權兩年。2011年1月20日，台中高分院二審，合議庭以國有土地讓售並非立委職權為由，改判無罪。[6][7]。2013年，台中高分院更一審，改重判高7年6月，褫奪公權4年，姚1年8月，緩刑[8]。高志鵬於記者會表示，強調自己完全不知情，更從來沒有利用立委的職權，施壓任何人，強調自己一定會再上訴。2016年11月17日，台中高分院更二審查出高志鵬向國有財產局副局長請託、關說，具有「實質影響力」。2018年12月26日，最高法院駁回上訴，依貪汙罪將高志鵬判刑4年6月，褫奪公權4年，追繳不法所得50萬元；高的助理姚昇志被判刑1年4月，褫奪公權2年。全案定讞[9]。高志鵬失去立委資格後，於2019年1月3日入監服刑，該選區立委進行補選[10]，後由前民進黨立委余天在補選中勝出接任該選區立委。2021年始假釋出獄，共服刑756天。

- 2006年12月17日，《蘋果日報》報導高志鵬、民進黨立委余政道、總統府參議郭文彬等人進入招待所。高志鵬表示，純粹是要幫市議員選舉募款，沒有做不該做的事。當時民進黨主席游錫堃要求黨公職人員勿涉足不良場所，並責成黨中央籌組調查小組了解內情。

- 2008年7月21日上午，高志鵬批評新潮流系是幫派，並稱當時民進黨主席蔡英文與民進黨秘書長王拓是新潮流系人馬。同日下午，王拓與民進黨文宣部主任鄭文燦共同召開記者會；王拓說，他從未投票給新潮流系，高志鵬此言讓他深感憤怒，他質疑高志鵬「憑什麼可以發表這樣言論來攻擊黨及主席」。

- 2012年3月20日，高志鵬質詢行政院院長陳冲有關因貪污遭判刑的前總統陳水扁是否該被特赦的議題時，連續在12分鐘內詢問陳冲同樣問題近百次[11]，其中「陳院長，你覺得陳前總統應該被特赦嗎？」這句話跳針似的高達86次，且全程維持同一姿勢、音調、口氣。

## 選舉紀錄
| 年度 | 選舉屆數           | 選舉區                                 | 所屬政黨   | 得票數    | 得票率 | 當選標記     | 備註 |
| ---- | ------------------ | -------------------------------------- | ---------- | --------- | ------ | ------------ | ---- |
| 2001 | 第五屆立法委員選舉 | 全國不分區選舉區                       | 民主進步黨 | 3,447,740 | 33.4%  |              |      |
| 2004 | 第六屆立法委員選舉 | 全國不分區選舉區                       | 民主進步黨 | 3,471,429 | 35.72% |              |      |
| 2008 | 第七屆立法委員選舉 | 全國不分區及僑居國外國民立法委員選舉區 | 民主進步黨 | 3,610,106 | 36.91% | 本屆選制更改 |      |
| 2012 | 第八屆立法委員選舉 | 新北市第三選舉區                       | 民主進步黨 | 95,649    | 49.25% |              |      |
| 2016 | 第九屆立法委員選舉 | 新北市第三選舉區                       | 民主進步黨 | 96,557    | 54.54% |              |      |

## 軼事
- 2011年，曾參與舞台劇《人間條件》的演出[12]。

- 2015年，客串三立本土劇《甘味人生》，扮演自己[13]。

## 外部連結
- 高志鵬的Facebook專頁
- YouTube上的高志鵬頻道
- YouTube上的高志鵬服務處頻道
- 立法院 高志鵬委員簡介 （页面存档备份，存于）